# 副駅名

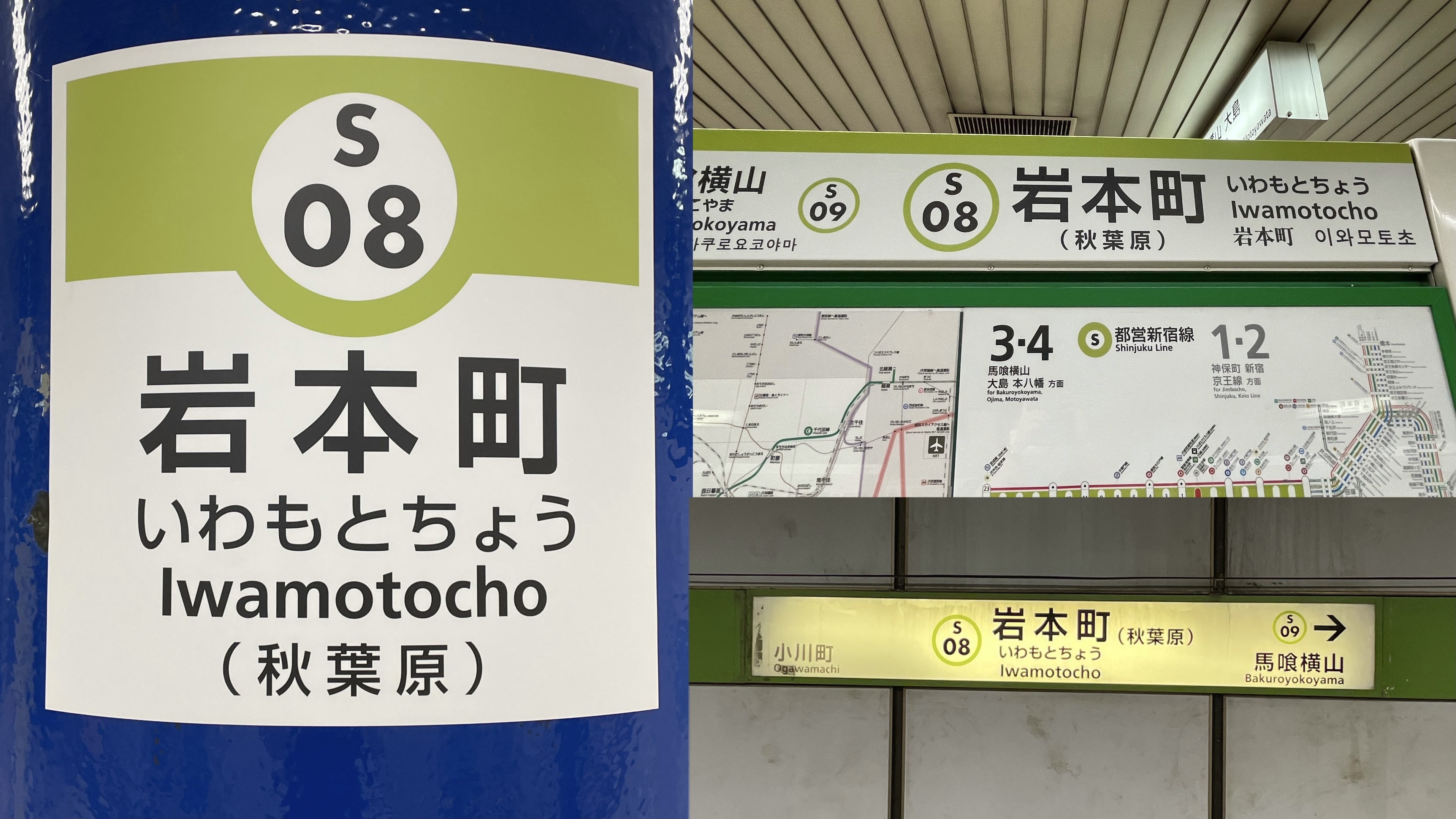
「秋葉原」の副駅名（副名称）が付された岩本町駅の各駅名標。

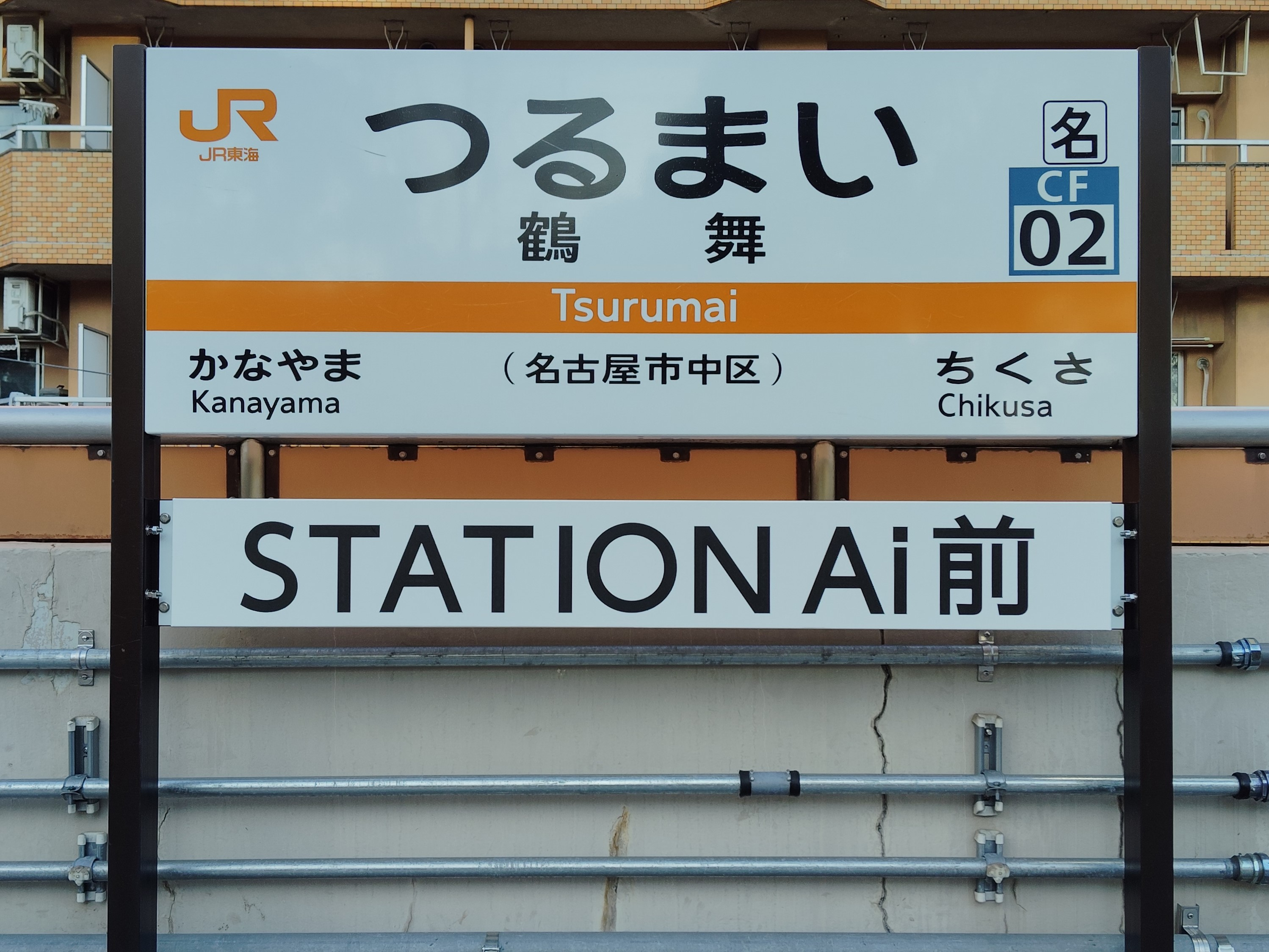
東海旅客鉄道（JR東海）鶴舞駅の副駅名票（同社では初めての導入となる）

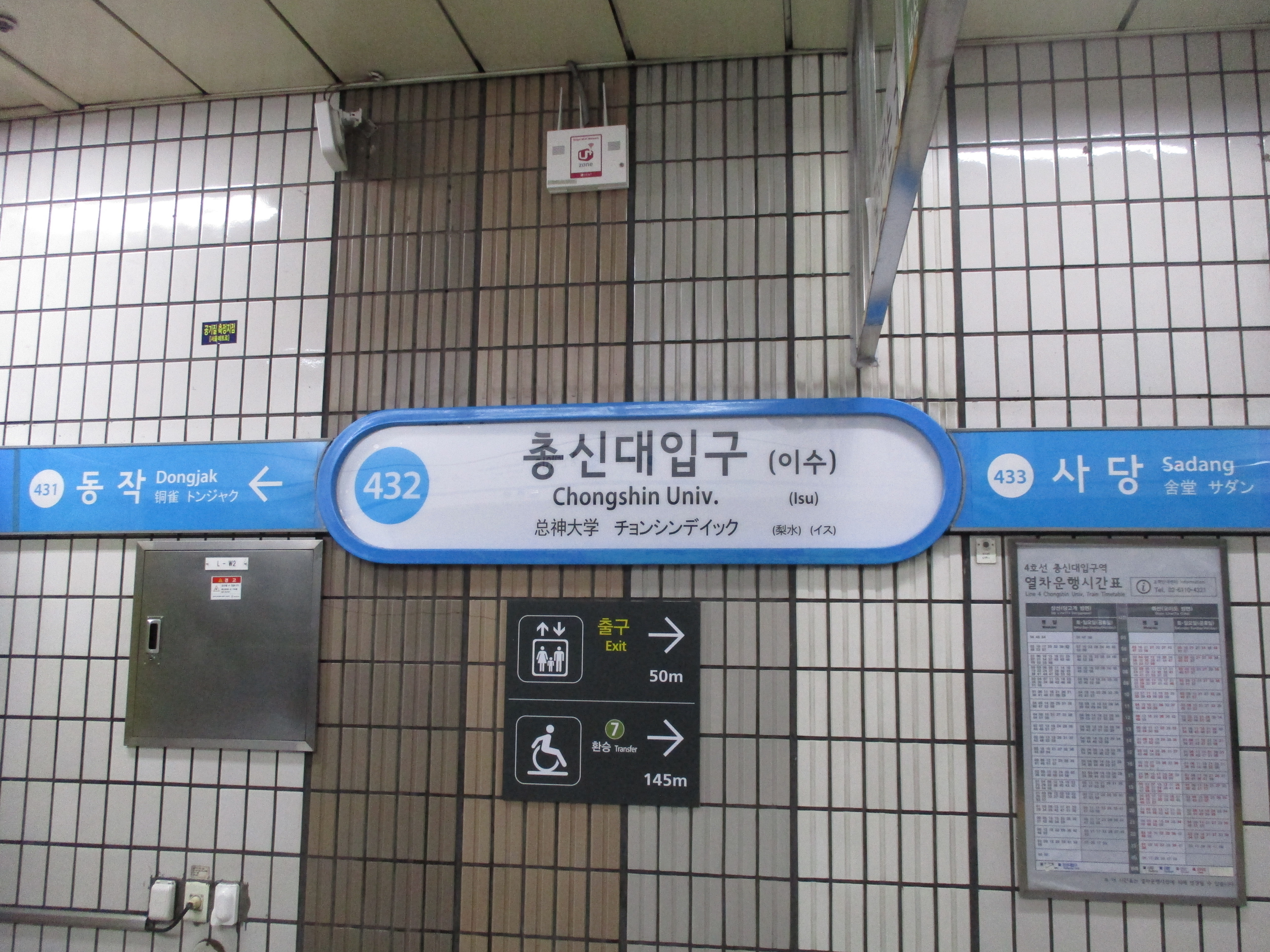
「梨水」の副駅名がある総神大入口駅

副駅名（ふくえきめい）は、本来の駅名のほかに鉄道駅へ付けられる名称。
副駅名は、駅周辺の施設などが表記される事例が多く、鉄道路線の利用者にとっては利便性を高める効果がある。また、鉄道会社にとっても駅名を変更するほどのコストがかからないメリットがある。
例外もあるが、傾向としては駅名が地域を、副駅名は主要施設を表すことが多い。また、駅名が変更された際に旧駅名を副駅名に残すこともある。

## 副駅名称広告の販売

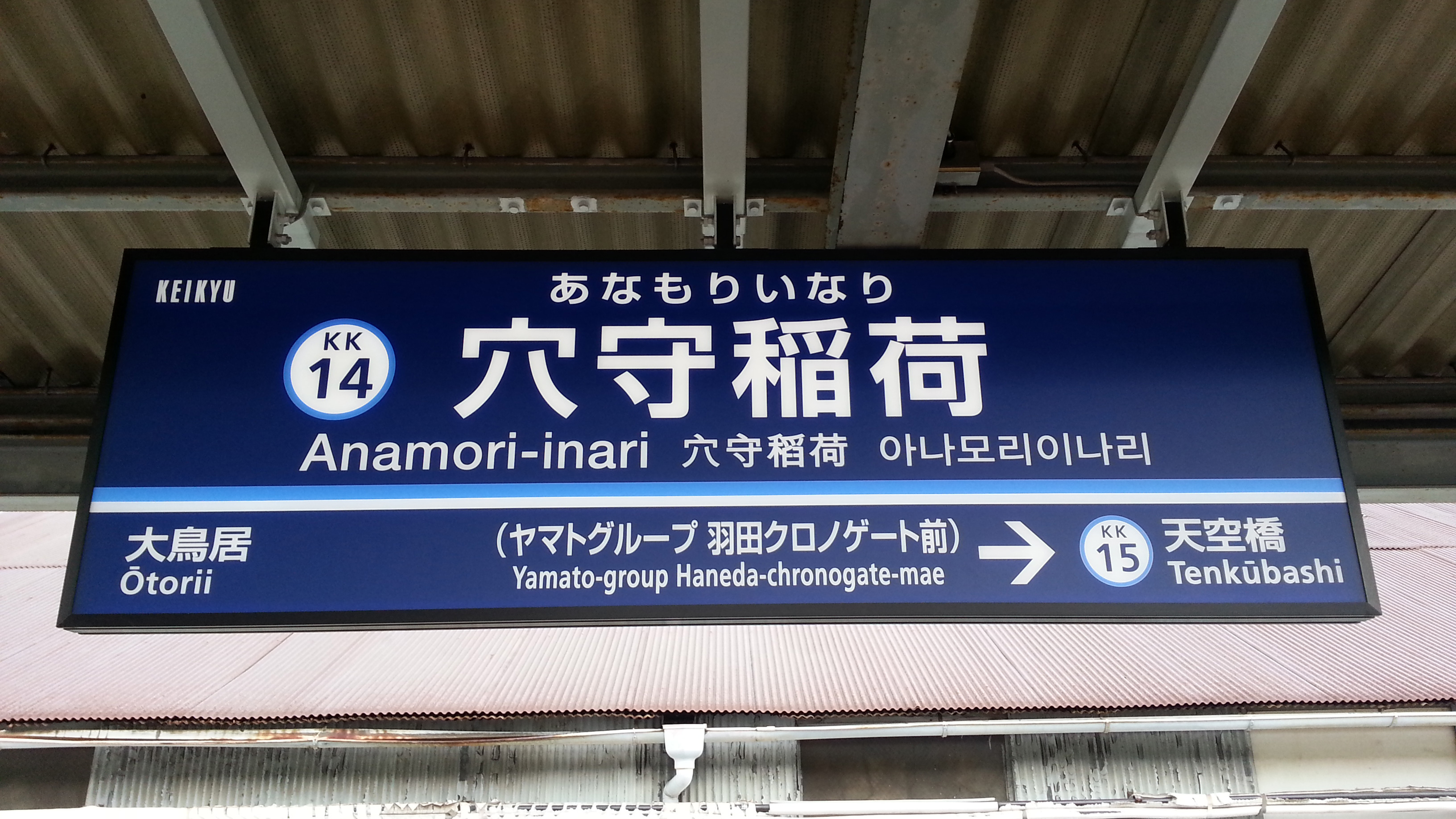
穴守稲荷駅の駅名標

副駅名称は広告として販売されることもある。京急電鉄では公共性・公益性から無償で表記する 「副駅名標」と、地元の企業・学校・商業・行政施設・観光名所・病院など、当該施設の最寄り駅を分かりやすくするために販売する「副駅名称広告」とを定義し、2013年から副駅名称広告を販売。梅屋敷駅に「東邦大学前」、穴守稲荷駅に「ヤマトグループ羽田クロノゲート前」の副駅名広告が付けられている。
東武鉄道は2016年1月27日から副駅名広告の販売を開始し、東上線の東武練馬駅に「大東文化大学前」、高坂駅に「大東文化大学東松山キャンパス前」、霞ヶ関駅に「東京国際大学前」の副駅名が付けられた。JR東日本では、神田駅で2023年10月2日から「アース製薬本社前」の「副駅名称」が付けられた。このような取り組みはJR東日本管内ではこれが初となり、交通コンサルタントの阿部等は背景として新型コロナウイルスの感染拡大による交通業界の財務的困難を挙げ、山手線の副駅名の宣伝効果の大きさを指摘している。
経営が困難なローカル線にとっては、副駅名の命名権（ネーミングライツ）が重要な収入源になることもある。 平成筑豊鉄道は2008年から車両と駅名のネーミングライツを開始し、2017年時点で全35駅中33駅でネーミングライツが採用されている。